# Премия «Золотой орёл» за лучшую женскую роль на телевидении
Премия «Золотой орёл» за лучшую женскую роль на телевидении вручается ежегодно Национальной Академией кинематографических искусств и наук России, начиная с 3-й церемонии награждения.

## Список лауреатов и номинантов
★ Победители выделены отдельным цветом. 

### 2000-е
| Год  | Церемония | Фотография лауреата | Актриса                | Телевизионный фильм         | Роль                |
| ---- | --------- | ------------------- | ---------------------- | --------------------------- | ------------------- |
| 2005 | 3-я       |                     | ★ Валентина Талызина   | «Линии судьбы»              | Роза Сергеевна      |
| 2005 | 3-я       | • Ольга Будина      | «Баязет»               | Ольга Хвощинская            |                     |
| 2005 | 3-я       | • Ирина Розанова    | «Господа офицеры»      | Галя                        |                     |
| 2006 | 4-я       |                     | ★ Евгения Симонова     | «Дети Арбата»               | Софья Александровна |
| 2006 | 4-я       | • Чулпан Хаматова   | «Дети Арбата»          | Варя Иванова                |                     |
| 2006 | 4-я       | • Ольга Кабо        | «Сармат»               | Маргарита                   |                     |
| 2007 | 5-я       |                     | ★ Инна Чурикова        | «В круге первом»            | Жена Герасимовича   |
| 2007 | 5-я       | • Чулпан Хаматова   | «Доктор Живаго»        | Лара                        |                     |
| 2007 | 5-я       | • Анна Ковальчук    | «Мастер и Маргарита»   | Маргарита                   |                     |
| 2008 | 6-я       |                     | ★ Мария Порошина       | «На пути к сердцу»          | Юлия Солодовникова  |
| 2008 | 6-я       | • Мира Сорвино      | «Ленинград»            | Кейт Дэвис                  |                     |
| 2008 | 6-я       | • Ольга Сутулова    | «Ленинград»            | Нина Цветкова               |                     |
| 2009 | 7-я       |                     | ★ Ксения Раппопорт     | «Ликвидация»                | Ида                 |
| 2009 | 7-я       | • Полина Агуреева   | «Ликвидация»           | Тоня Царько                 |                     |
| 2009 | 7-я       | • Инга Оболдина     | «Громовы. Дом надежды» | Геля                        |                     |
| 2010 | 8-я       |                     | ★ Людмила Нильская     | «Галина»                    | Галина Брежнева     |
| 2010 | 8-я       | • Нонна Гришаева    | «Папины дочки»         | Людмила Сергеевна Васнецова |                     |
| 2010 | 8-я       | • Елена Лядова      | «Братья Карамазовы»    | Грушенька                   |                     |

### 2010-е
| Год  | Церемония | Фотография лауреата   | Актриса                 | Телевизионный фильм        | Роль                |
| ---- | --------- | --------------------- | ----------------------- | -------------------------- | ------------------- |
| 2011 | 9-я       |                       | ★ Полина Кутепова       | «Пелагия и белый бульдог»  | Пелагия             |
| 2011 | 9-я       | • Светлана Иванова    | «Вербное воскресенье»   | Оксана Лепина              |                     |
| 2011 | 9-я       | • Мария Шукшина       | «Террористка Иванова»   | Полина Ивановна Иванова    |                     |
| 2012 | 10-я      |                       | ★ Валентина Талызина    | «Достоевский»              | Александра Куманина |
| 2012 | 10-я      | • Дарья Мороз         | «Достоевский»           | Сашенька Шуберт            |                     |
| 2012 | 10-я      | • Дана Агишева        | «Побег»                 | Надежда Борисовна Соболева |                     |
| 2013 | 11-я      |                       | ★ Ирина Розанова        | «Фурцева»                  | Фурцева             |
| 2013 | 11-я      | • Ксения Раппопорт    | «Белая гвардия»         | Елена Турбина-Тальберг     |                     |
| 2013 | 11-я      | • Елена Яковлева      | «Жуков»                 | Александра Диевна Жукова   |                     |
| 2014 | 12-я      |                       | ★ Полина Агуреева       | «Жизнь и судьба»           | Евгения Шапошникова |
| 2014 | 12-я      | • Ксения Раппопорт    | «Жизнь и судьба»        | Марья Ивановна Соколова    |                     |
| 2014 | 12-я      | • Вера Сотникова      | «Людмила»               | Людмила Зыкина             |                     |
| 2015 | 13-я      |                       | ★ Виктория Исакова      | «Оттепель»                 | Инга Хрусталёва     |
| 2015 | 13-я      | • Мария Миронова      | «Крик совы»             | Нина Каверина              |                     |
| 2015 | 13-я      | • Анна Чиповская      | «Оттепель»              | Марьяна Пичугина           |                     |
| 2016 | 14-я      |                       | ★ Виктория Толстоганова | «Палач»                    | Раиса               |
| 2016 | 14-я      | • Марина Александрова | «Екатерина»             | Екатерина II               |                     |
| 2016 | 14-я      | • Виктория Исакова    | «Родина»                | Анна Зимина                |                     |
| 2017 | 15-я      |                       | ★ Ольга Погодина        | «Маргарита Назарова»       | Маргарита Назарова  |
| 2017 | 15-я      | • Светлана Иванова    | «Следователь Тихонов»   | Елена Лаврова              |                     |
| 2017 | 15-я      | • Юлия Пересильд      | «Людмила Гурченко»      | Людмила Гурченко           |                     |
| 2018 | 16-я      |                       | ★ Елизавета Боярская    | «Анна Каренина»            | Анна Каренина       |
| 2018 | 16-я      | • Дарья Мороз         | «Преступление»          | Александра Москвина        |                     |
| 2018 | 16-я      | • Екатерина Климова   | «Торгсин»               | Анна                       |                     |
| 2019 | 17-я      |                       | ★ Анна Михалкова        | «Обычная женщина»          | Марина Лаврова      |
| 2019 | 17-я      | • Лидия Вележева      | «Берёзка»               | Варвара Горшкова           |                     |
| 2019 | 17-я      | • Анна Чиповская      | «Хождение по мукам»     | Дарья Дмитриевна Булавина  |                     |

### 2020-е
| Год  | Церемония | Фотография лауреата    | Актриса                   | Телевизионный фильм          | Роль                    |
| ---- | --------- | ---------------------- | ------------------------- | ---------------------------- | ----------------------- |
| 2020 | 18-я      |                        | ★ Анна Михалкова          | «Шторм»                      | Марина Кузнецова        |
| 2020 | 18-я      | • Анна Уколова         | «Домашний арест»          | Нина Александровна Самсонова |                         |
| 2020 | 18-я      | • Татьяна Лялина       | «Ненастье»                | Татьяна Куделина             |                         |
| 2021 | 19-я      |                        | ★ Светлана Немоляева      | «Дипломат»                   | мать Лучникова          |
| 2021 | 19-я      | • Чулпан Хаматова      | «Зулейха открывает глаза» | Зулейха Валиева              |                         |
| 2021 | 19-я      | • Татьяна Чердынцева   | «Ученица Мессинга»        | Ольга Мишунова               |                         |
| 2022 | 20-я      |                        | ★ Александра Урсуляк      | «Пингвины моей мамы»         | мама                    |
| 2022 | 20-я      | • Александра Ребенок   | «Обитель»                 | Галина Кучеренко             |                         |
| 2022 | 20-я      | • Наталья Рогожкина    | «Седьмая симфония»        | Надежда Бронникова           |                         |
| 2023 | 21-я      |                        | ★ Юлия Хлынина            | «Елизавета»                  | Елизавета               |
| 2023 | 21-я      | • Анна Михалкова       | «Исправление и наказание» | Алёна Викторовна Неверова    |                         |
| 2023 | 21-я      | • Ольга Сутулова       | «Алиби»                   | Ольга Решетникова            |                         |
| 2024 | 22-я      |                        | ★ Елена Яковлева          | «Дама с собачкой»            | Агата Денисовна Марфина |
| 2024 | 22-я      | • Любовь Константинова | «Лихорадка»               | Полина Матецкая              |                         |
| 2024 | 22-я      | • Юлия Снигирь         | «Шаляпин»                 | Мария                        |                         |
| 2025 | 23-я      |                        | ★ Виктория Исакова        | «Я не могу без тебя»         | Валентина               |
| 2025 | 23-я      | • Дарья Урсуляк        | «Адмирал Кузнецов»        | Вера Павловна Кузнецова      |                         |
| 2025 | 23-я      | • Стася Милославская   | «Столыпин»                | Наталья Климова              |                         |

## Лидеры среди лауреатов

### 2 премии
1. Валентина Талызина (2005 - Линии судьбы, 2012 - Достоевский) - 2 номинации
2. Анна Михалкова (2019 - Обычная женщина, 2020 - Шторм) - 3 номинации

## Лидеры среди номинантов

### 3 номинации
- Ксения Раппопорт (2009 - Ликвидация, 2013 - Белая гвардия, 2014 - Жизнь и судьба) - 1 премия
- Чулпан Хаматова (2006 - Дети Арбата, 2007 - Доктор Живаго, 2021 - Зулейха открывает глаза)
- Анна Михалкова (2019 - Обычная женщина, 2020 - Шторм, 2023 - Исправление и наказание) - 2 премии

### 2 номинации
- Валентина Талызина (2005 — Линии судьбы, 2012 — Достоевский) — 2 премии
- Ирина Розанова (2005 — Господа офицеры, 2013 — Фурцева) — 1 премия
- Полина Агуреева (2009 — Ликвидация, 2014 — Жизнь и судьба) — 1 премия
- Виктория Исакова (2015 — Оттепель, 2016 — Родина) — 1 премия
- Светлана Иванова (2011 — Вербное воскресенье, 2017 — Следователь Тихонов)
- Дарья Мороз (2012 — Достоевский, 2018 — Преступление)
- Анна Чиповская (2015 — Оттепель, 2019 — Хождение по мукам)
- Ольга Сутулова (2008 — Ленинград, 2023 — Алиби)